# 河洛镇 (巩义市)
河洛镇，是中华人民共和国河南省郑州市巩义市下辖的一个乡镇级行政单位。

## 行政区划
河洛镇下辖以下地区：
七里铺村、双槐树村、滩小关村、仁存沟村、沙鱼沟村、洛口村、金沟村、源村、英峪村、官殿村、西石沟村、柏沟岭村、荣脑村、神北村、神南村、南河渡村、寺湾村、康沟村、石关村、庙码村、五龙村、古桥村、蔡沟村、水峪村和石板沟村。